# Marlis Fertmann
Marlis Fertmann (* um 1955 in Lemgo) ist eine deutsche Journalistin, Radiomoderatorin und ehemalige Leiterin des Programmbereichs Fernsehen des Norddeutschen Rundfunks (NDR) im Landesfunkhaus Niedersachsen.

## Leben
Marlis Fertmann wuchs in der Nordrhein-Westfälischen Stadt Lemgo auf, wo sie eine kaufmännische Ausbildung auf der Berufsbildenden Schule des Kreises Lippe (Kaufmännische Schule) absolvierte.
Nach ihrer Ausbildung zur Journalistin und einem Volontariat bei einer Zeitung wechselte sie nach Schleswig-Holstein in das Landesfunkhaus Kiel, wo sie ab 1984 für den NDR zunächst sowohl als Redakteurin als auch als Moderatorin des Hörfunksenders NDR 1 Welle Nord arbeitete. Nach rund acht Jahren wechselte sie 1992 zum Fernsehen als Leiterin der Redaktion des Schleswig-Holstein Magazins in Kiel.
Zum 1. Februar 1997 wurde Marlis Fertmann in die niedersächsische Landeshauptstadt Hannover berufen als Stellvertretende Direktorin des NDR im Landesfunkhaus Niedersachsen. Dort leitete sie zugleich den Programmbereich Fernsehen. Seit August 2017 ist sie im Ruhestand. Ihre Nachfolge trat Andrea Lütke an.
Bereits drei Mal organisierte Marlis Fertmann das Hannover Klassik Open Air mit der im illuminierten Maschpark hinter dem Neuen Rathaus installierten Seebühne, 2016 zuletzt mit Giuseppe Verdis Oper La Traviata, das bereits während der öffentlichen Generalprobe von rund 15.000 Gästen Open Air gefeiert wurde.

## Schriften
- Marlis Fertmann (Hrsg.): Kekse backen. Die leckersten Rezepte der hallo-Niedersachsen-Zuschauer, Hannover: Schlütersche Verlagsgesellschaft, 1999, ISBN 3-87706-839-1